# Красавчик (хутір)
Красавчик (рос. Красавчик) — хутір в Фатезькому районі Курської області Російської Федерації.
Населення становить 28 осіб. Входить до складу муніципального утворення Верхньолюбазька сільрада.

## Історія
Населений пункт розташований на території українського етнічного та культурного краю Східна Слобожанщина.
Від 2004 року входить до складу муніципального утворення Верхньолюбазька сільрада.

## Населення
| 1979 | 2002 | 2010 |
| ---- | ---- | ---- |
| 125  | ↘57  | ↘28  |